# 光ヘテロダイン
光ヘテロダインとは、波長の異なる光線を干渉計で干渉させてうなり(ビート)に相当する干渉縞を検出する手法。

## 概要
光は周波数の高い電磁波であり、直接、"波"として扱うには周波数が高すぎるので周波数を扱いやすい帯域に移す用途などで使用される。そのためには干渉計が使用され、光源には位相の揃った光である通常レーザーが使用される。
外乱に強く、精度の高い計測が実現される。

## 用途
- 微小変位の測定。